# Maarten Tjallingii
Maarten Tjallingii (ur. 5 listopada 1977 w Leeuwarden) – holenderski kolarz, zawodnik profesjonalnej grupy Team LottoNL-Jumbo.

## Najważniejsze osiągnięcia
2001
- 3. miejsce w Tour du Faso
  - 1. miejsce na 2. etapie

2003
- 1. miejsce w Tour du Faso
  - 1. miejsce na 1. etapie

2006
- 1. miejsce w Belgium Tour
  - 1. miejsce na 1. etapie
- 1. miejsce w Tour of Qinghai Lake
  - 1. miejsce na 7. etapie

2007
- 2. miejsce w Belgium Tour

2011
- 3. miejsce w Paryż-Roubaix

## Starty w Wielkich Tourach
| Grand Tour | 2008 | 2009 | 2010 | 2011 | 2012 | 2013 | 2014 | 2015 | 2016 |
| ---------- | ---- | ---- | ---- | ---- | ---- | ---- | ---- | ---- | ---- |
| Giro       | -    | 98.  | -    | -    | -    | 131. | 92.  | 119. | 122. |
| Tour       | -    | -    | 131. | 98.  | -    | -    | -    | -    |      |
| Vuelta     | 58.  | -    | -    | -    | -    | -    | 137. | DNF  |      |